# Unicorns (2023)
Unicorns ist ein Liebesfilm von Sally El Hosaini und James Krishna Floyd. Die im Film erzählte Geschichte ist von wahren Begebenheiten inspiriert. Die Premiere des Films mit Ben Hardy und Jason Patel in den Hauptrollen erfolgte im September 2023 beim Toronto International Film Festival. Anfang Juli 2024 kam der Film in die Kinos im Vereinigten Königreich. Mitte Juli 2025 soll er in die US-Kinos kommen.

## Handlung
Der Asiate Ashiq ist queer und führt ein Doppelleben. Unter dem Künstlernamen Aysha tritt er in einem Londoner Nachtclub als Dragqueen auf. Durch Zufall lernt er den als Kfz-Mechaniker tätigen, alleinerziehenden Vater Luke aus Essex kennen. Erst bemerkt dieser gar nicht, dass Aysha ein Mann ist, als er sie beim Tanzen beobachtet, sie ihn anzwinkert und sie sich küssen.
Weil Aysha einen Fahrer braucht, der sie bei der Arbeit sicher von einem Club zum nächsten bringt, stattet sie Luke einen Besuch in der Werkstatt ab, die seinem Vater gehört. Da Luke seinem Sohn einen Ausflug nach Disneyland ermöglichen will, ihm aber das Geld fehlt, willigt er ein und kutschiert sie fortan nachts durch die Stadt. Er lernt bei seinem neuen Job die halbe Dragqueen-Szene und andere verrückte Partygänger Londons kennen. Aufs Neue voneinander fasziniert, verlieben sich Aysha und Luke ineinander.
Aisha fühlt sich in ihrem Leben als stadtbekannte Entertainerin wohl. Manchmal muss sie jedoch wieder in die Rolle von Ashik zurückkehren, so bei den Besuchen der  streng gläubigen Familie, die in Manchester lebt.

## Produktion

### Regie und Drehbuch
„Wenn es die konservativeren Traditionen der älteren südasiatischen Kultur nicht gäbe, würde meine Generation und die jüngere Generation für ihre fließende Identität eher toleriert werden.“

Regie führten Sally El Hosaini und der Schauspieler James Krishna Floyd. Er schrieb auch das Drehbuch. Als Schauspieler war er in der Fernsehserie Kampf um den Halbmond in einer Hauptrolle zu sehen und spielte auch in El Hosainis Filmdrama Die Schwimmerinnen eine größere Rolle. „Dies ist für mich eine sehr persönliche Geschichte, in der die Themen Doppelkulturkonflikt, Sexualität, Vaterschaft und verbotene Liebe aus meinen eigenen Erfahrungen stammen“, so Floyd. Inspiriert ist die Geschichte von wahren Begebenheiten im Leben von Großbritanniens erster muslimischer Dragqueen Asifa Lahore. Durch eine Begegnung mit Asifa machte Floyd die Bekanntschaft der „Gaysian“-Szene, der südasiatischen Schwulenszene.

### Besetzung und Dreharbeiten

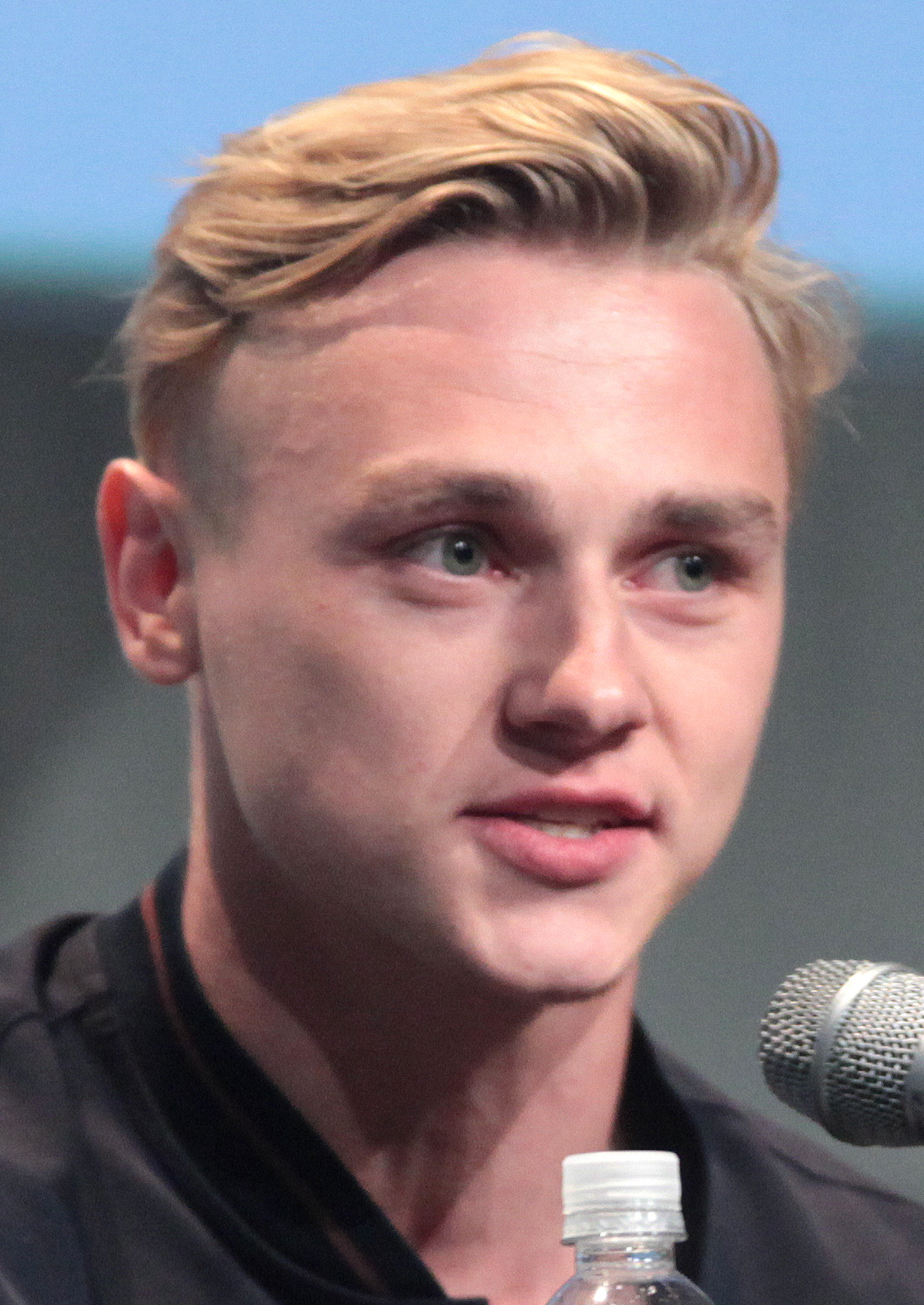
Ben Hardy spielt den Kfz-Mechaniker Luke

Der britisch-indische R&B-Sänger Jason Patel ist in der Rolle von Aysha und Ashiq zu sehen. Er ist als Schauspieler unter anderem für die Rolle von Mowgli in dem Musical Jungle Book und die Rolle von Tinker Bell in dem Musical Peter Pan bekannt. Der Brite Ben Hardy, der in der Vergangenheit in dem Filmdrama No Way Out – Gegen die Flammen von Joseph Kosinski den Feuerwehrmann Wade Parker und in der Filmbiografie Bohemian Rhapsody von Bryan Singer und Dexter Fletcher den Queen-Schlagzeuger Roger Taylor verkörperte, spielt den alleinerziehenden Vater und Kfz-Mechaniker Luke. Hannah Onslow ist in der Rolle von Emma zu sehen, der Mutter seines Kindes. Grant Davis spielt Lukes Vater Gary. Die Drag Queen Val the Brown Queen spielt Ayshas beste Freundin. In weiteren Rollen sind die in Tansania geborene britische Schauspielerin Nisha Nayar und Michael Karim zu sehen.
Als Kameramann fungierte David Raedeker. Er war zuletzt für den Fantasyfilm Undergods von Chino Moya, und Joanna Hoggs Liebesdrama The Souvenir: Part II tätig.

### Filmmusik, Marketing und Veröffentlichung
Die Filmmusik komponierte der gebürtige Londoner Stuart Earl. Mit ihm arbeitete El Hosaini  bereits für ihren Debütfilm My Brother the Devil zusammen.
Die Weltpremiere von Unicorns fand am 8. September 2023 beim Toronto International Film Festival statt. Im Oktober 2023 wurde er beim London Film Festival gezeigt. Im Januar 2024 wurde er beim Palm Springs International Film Festival vorgestellt. Ende Januar, Anfang Februar 2024 wurde er beim Göteborg Film Festival gezeigt und im März 2024 beim London LGBTQIA+ Film Festival. Der erste Trailer wurde im Mai 2024 veröffentlicht. Im Juni 2024 wurde der Film beim Sydney Film Festival vorgestellt. Der Kinostart im Vereinigten Königreich erfolgte am 5. Juli 2024. Am 18. Juli 2025 soll Unicorns in ausgewählte US-Kinos kommen.

## Rezeption

### Kritiken
Von den bei Rotten Tomatoes aufgeführten Kritiken sind 83 Prozent positiv. Bei Metacritic erhielt der Film einen Metascore von 72 von 100 möglichen Punkten.
Fionnuala Halligan schreibt in ihrer Kritik für screendaily.com, als würde man sich in ein geliebtes Buch vertiefen, entführe einen Unicorns an einen neuen Ort und bringe einen verzaubert und verändert zurück. Ben Hardy sei in der Rolle des alleinerziehenden Vaters und Mechanikers Luke mit seinen fleischigen Händen, dem definitiv eine weibliche Note fehlt, kaum wiederzuerkennen. Diese besitze die von Jason Patel wunderbar gespielte Aisha jedoch im Überfluss.

### Auszeichnungen
Im Rahmen der Verleihung der British Independent Film Awards 2024 wurde Jason Patel in die Longlist der Nachwuchsschauspieler aufgenommen. Zudem befindet sich Unicorns in der Longlist für den Douglas Hickox Award für das beste Regiedebüt und das Drehbuch für das beste Drehbuchdebüt.
British Independent Film Awards 2024
- Nominierung als Bester Nachwuchsregisseur für den Douglas Hickox Award (James Krishna Floyd)
- Nominierung für das Beste Drehbuchdebüt (James Krishna Floyd)
- Nominierung für die Beste gemeinsame schauspielerische Leistung (Jason Patel und Ben Hardy)
- Nominierung für die Beste Nachwuchsleistung (Jason Patel)
- Nominierung für das Beste Kostümdesign (Nirage Mirage)
- Auszeichnung für das Beste Make-up und Hair Design (Lisa Mustafa)
- Nominierung für die Beste Filmmusik (Stuart Earl)[27][28]

Dinard Festival of British and Irish Film 2024
- Auszeichnung mit dem Barrière Special Jury Prize (Sally El Hosaini und James Krishna Floyd)
- Auszeichnung mit dem Hitchcock Audience Award (Sally El Hosaini und James Krishna Floyd)[29]